# NGC 6707
NGC 6707 (również PGC 62563) – galaktyka spiralna z poprzeczką (SBc), znajdująca się w gwiazdozbiorze Lunety. Odkrył ją John Herschel 8 lipca 1834 roku.